# 1187 (szám)
Az 1187 (római számmal: MCLXXXVII) az 1186 és 1188 között található természetes szám.

## A szám a matematikában
A tízes számrendszerbeli 1187-es a kettes számrendszerben 10010100011, a nyolcas számrendszerben 2243, a tizenhatos számrendszerben 4A3 alakban írható fel.
Az 1187 páratlan szám, prímszám. Kanonikus alakja 11871, normálalakban az 1,187 · 103 szorzattal írható fel. Két osztója van a természetes számok halmazán, ezek növekvő sorrendben: 1 és 1187.
Biztonságos prím (olyan, 2p + 1 alakban felírható prímszám, ahol p maga is prím).
Stern-prím.
Kiegyensúlyozott prím: megegyezik az őt megelőző és rákövetkező prím számtani közepével.
Az 1187 tizenkilenc szám valódiosztó-összegeként áll elő, ezek közül legkisebb az 5905.

## Csillagászat
- 1187 Afra kisbolygó